# ماري بيث إليس
ماري بيث إليس (بالإنجليزية: Mary Beth Ellis)‏ هي تريثلت أمريكية، ولدت في 12 يوليو 1977 في واشنطن العاصمة في الولايات المتحدة.

## وصلات خارجية
- الموقع الرسمي
- ماري بيث إليس على موقع اتحاد الترياتلون الدولي (الإنجليزية)
- ماري بيث إليس على موقع IAT Triathlon Database (الإنجليزية)